# Potok, Železniki
Potok este o localitate din comuna Železniki, Slovenia, cu o populație de 67 de locuitori.